# Mistrzostwa świata w szachach 1954

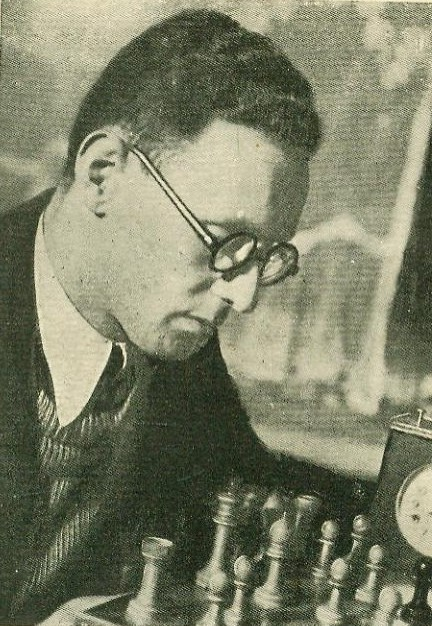
Mistrz świata 1954,
Michaił Botwinnik

Mecz pomiędzy aktualnym mistrzem świata - Michaiłem Botwinnikiem, a zwycięzcą turnieju pretendentów, Wasilijem Smysłowem rozegrany w Moskwie w dniach 16 III - 13 V 1954 r. pod egidą FIDE.

## Zasady
Zasady były podobne jak w poprzednim pojedynku. Pojedynek składał się z 24 partii. Mistrzem świata zostać miał ten z zawodników, który uzyska więcej punktów. W przypadku remisu tytuł zachowywał Botwinnik.

## Przebieg meczu
Po czterech pierwszych partiach Botwinnik prowadził trzema punktami. Smysłow wygrał jednak VII, IX, X i XI partię. Takiej serii przegranych obrońcy tytułu jeszcze nie widziano. Po XI partii Smysłow prowadził 6 – 5, ale już po XVI przegrywał 7 – 9. Smysłow odrobił te dwa punkty, jednak już nic więcej nie udało mu się wygrać. Mecz zakończył się wynikiem remisowym, a Botwinnik zachował tytuł.

## Wyniki w poszczególnych partiach
|                   | 1 | 2 | 3 | 4 | 5 | 6 | 7 | 8 | 9 | 10 | 11 | 12 | 13 | 14 | 15 | 16 | 17 | 18 | 19 | 20 | 21 | 22 | 23 | 24 | Punkty |
| ----------------- | - | - | - | - | - | - | - | - | - | -- | -- | -- | -- | -- | -- | -- | -- | -- | -- | -- | -- | -- | -- | -- | ------ |
| Wasilij Smysłow   | 0 | 0 | ½ | 0 | ½ | ½ | 1 | ½ | 1 | 1  | 1  | 0  | 0  | 1  | 0  | 0  | ½  | ½  | ½  | 1  | ½  | ½  | 1  | ½  | 12     |
| Michaił Botwinnik | 1 | 1 | ½ | 1 | ½ | ½ | 0 | ½ | 0 | 0  | 0  | 1  | 1  | 0  | 1  | 1  | ½  | ½  | ½  | 0  | ½  | ½  | 0  | ½  | 12     |